# Basbériké
Basbériké est une localité située dans le département de Kaya de la province du Sanmatenga dans la région Centre-Nord au Burkina Faso.

## Géographie
Basbériké est situé à 3 km à l'est de Tangasgo, à 7 km au nord-est du centre de Kaya, la principale ville de la région. Le village est à 2 km à l'est de la route départementale 18 reliant Kaya à Barsalogho et à 6 km au nord de la route nationale 3 reliant à Kaya à Pissila puis Tougouri.

## Histoire
Le 21 janvier 2021, un important incendie détruit un grand nombre de grenier à céréales du village.

## Économie
L'agro-pastoralisme est l'activité principale du village.

## Éducation et santé
Le centre de soins le plus proche de Basbériké est le centre de santé et de promotion sociale (CSPS) de Tangasgo tandis que le centre hospitalier régional (CHR) se trouve à Kaya.
Basbériké possède une école primaire publique.